# Índice de queda
O Falling Number (FN) ou Número, ou Índice de Queda, é um método padronizado internacionalmente (ICC 107/1, ISO 3093-2004, AACC 56-81B) e o mais usado para determinar o dano por brotamento. Com o Falling Number, o dano causado por condições ambientais ou brotamento em trigo ou centeio, péssimo para a qualidade de massas e principalmente pães, pode ser detectado nos grãos armazenados em silo em questão de minutos.
O brotamento ou germinação pré-colheita é causado por grande umidade ou tempo chuvoso no final do estágio de maturação do cultivo. A germinação causa uma acelerada degradação do amido por meio da enzima α-amilase. Grãos germinados pondem conter quantidades dessa enzima milhares de vezes maior que grãos não-germinados. Por esse motivo, mesmo que os grãos germinados estejam em uma proporção pequena em um lote, eles podem causar a perda de todo esse lote. Desde que começou a ser adotado, no início da década de 1960, o Falling Number se tornou um padrão mundial para a medição da atividade da α-amilase em grãos nas indústrias e moinhos. 

## Histórico
O Falling Number foi desenvolvido no final da década de 1950 por Sven Hagberg e seu colega de trabalho Harald Perten, no  Cereal Laboratory of the Swedish Institute for the Crafts and Industries.

## Descrição do método
O Falling Number é um método muito simples, mas requer equipamento especializado que siga os padrões internacionais. O aparelho deve contar com um banho de água, um tubo de teste, um êmbolo e um sistema de agitação. Quando o método foi inventado, era feito manualmente, mas hoje o sistema é quase totalmente automatizado. 
Para a análise de uma amostra de grãos, eles devem ser pulverizados em moinho. No caso de farinhas, as amostras podem ser feitas diretamente.
A amostra é colocada no tubo de teste, onde é adicionada água destilada. Agita-se o tubo manualmente de forma muito intensa, a fim de se conseguir uma mistura bem homogênea. O tubo de teste é então colocado em banho de água fervente, o pistão do esquipamento é encaixado no tubo e o aparelho começa a agitação (de forma vertical, como o movimento do êmbolo entrando e saindo de uma seringa). Com esse movimento, o amido começa a se gelatinizar e a viscosidade da mistura aumenta. A agitação deve ser intensa para garantir uma gelatinização homogênea. 
Nesse ponto, a temperatura elevada favorece a quebra do amido pela α-amilase, diminuindo a viscosidade da mistura. A quantidade de amido quebrado é inversamente proporcional à atividade da enzima, ou seja, quanto maior a atividade, menor a viscosidade. Depois de 60 segundos sob agitação, o êmbolo sobe até o topo do tubo de teste e é solto, descendo livremente.O tempo que ele leva para atingir o fundo do tubo é medido e esse é o Falling Number. A viscosidade da mistura é que determina o tempo que o êmbolo levará para percorrer seu trajeto. Sendo assim, quanto menor o tempo, menor é a viscosidade. Quanto menor a viscosidade, maior é a atividade da α-amilase presente na amostra. Quanto maior essa atividade, maior era o dano por brotamento naquela amostra. Enfim, o Fallin number é proporcional à atividade da α-amilase. Assim, Falling number muito baixos não são adequados para o uso. 

## Parâmetros
Segundo material da EMBRAPA, para o trigo:
FN ≥ 300 segundos é ideal para produção de pães e massas alimentícias.
FN entre 250 e 300 segundos é tolerável, mas não tão adequado. 
FN menor que 250 segundos significa que o produto tem baixa qualidade. Nesse caso, pode ser usado para fabricar farinhas para biscoito doce, porem é vendido com menor preço e mercado é menor que o de pães e massas alimentícias.